# Ateles hybridus
Ateles hybridus es un primate platirrino neotropical residente en Colombia y Venezuela, perteneciente al género  Ateles. La especie se encuentra actualmente en peligro crítico de extinción. Se caracteriza por ser un primate no muy pequeño con una cola prensil muy larga, la cual utiliza cómo apoyo para trasladarse de un sitio a otro en las copas de los árboles, algunas veces suele bajar hasta el nivel del suelo, es un animal que no huye a la presencia humana si no se muestra ninguna agresión. En Colombia existen algunos individuos en cautividad en varios zoológicos, tal como el zoológico Ocarros en Villavicencio, el zoológico de Cali en Cali, o el zoológico de Santa Cruz en San José del Tequendama, todos en Colombia.
Su historia taxonómica ha sido confusa, pues en el pasado se ha clasificado como una subespecie de Ateles geoffroyi o de Ateles belzebuth. Como los demás maquisapas, posee brazos muy largos y delgados, y una cola elongada y prensil. La cola es altamente flexible, con la piel estriada para proporcionar agarre sobre las ramas de los árboles. Tienen un estilo de vida exclusivamente arbóreo. Tiene el vientre blanquecino y un parche en la frente, y en ocasiones los ojos azules, un carácter muy inusual en los maquisapas. Son conocidos como marimonda del magdalena, mono araña,  o choibo

## Taxonomía y filogenia

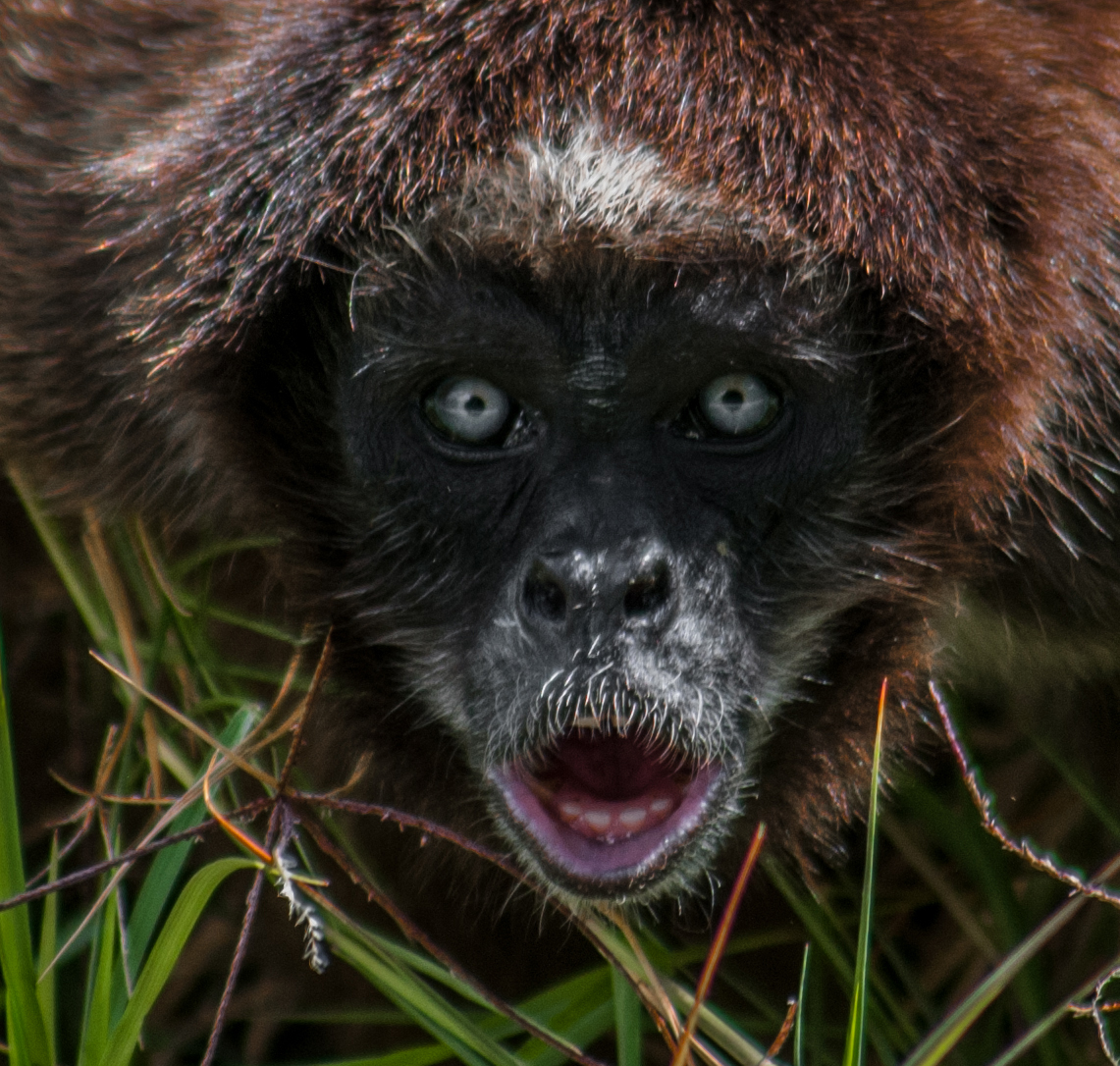
Cara de Ateles hybridus, Venezuela.

Posee dos subespecies, Ateles hybridus hybridus y A. h. brunneus, las cuales son definidas, con base en el cladograma de Froehlich & et al, al igual que lo expresado por Hernández C. & Cooper. Los determinantes del estatus específico han sido el análisis morfométrico y de ADN mitocondrial.

## Anatomía y fisiología
El cuerpo de esta especie tiene un longitud de entre 45 y 50 cm, con una cola de entre 72 y 82 cm de largo, y un peso que oscila entre los 4 y 8 kg. Tienen la cara casi desprovista de pelo, en similitud con Ateles belzebuth, pero a diferencia de este sin áreas despigmentadas alrededor de los ojos y la boca. La franja submolar y el parche frontal en forma de triángulo son variables, pero no tan notables como en A. belzebuth . El color del dorso fluctúa desde grisáceo a marrón claro hasta un marrón intenso. La cabeza, cuello, frente, extremidades traseras y el dorso de la cola son tan oscuros como la espalda y en algunos individuos el color se acerca al castaño negruzco. El color del iris es normalmente café claro aunque algunos animales muestran un tinte gris o azul.
Los extremidades posteriores son normalmente más pálidas y similares al color de la espalda con excepción de la típica coloración oscura en las rodillas. El vientre varía desde blanco con tonalidades parduscas hasta un amarillo claro, y no contrasta en los costados. La cara externa de los miembros traseros son café oscuro, relativamente uniformes con el color de la espalda y los pies. El vientre varía desde blanquecino a amarillento claro y contrasta con el parduzco de los costados, extremidades, cola y cabeza.

## Área geográfica y hábitat
En Colombia, Ateles hybridus se encuentra desde el margen derecho del río Magdalena en los departamentos de Magdalena, Cesar (norte de la vertiente sur de la Sierra Nevada de Santa Marta), una porción suroeste de la Guajira en la parte más septentrional de la serranía de Perijá, y en medio valle del río Magdalena en los departamentos de Caldas y Cundinamarca. Esta especie tiene dos subespecies una en las laderas de la frontera de la cordillera Oriental de los Andes en Venezuela, y la otra se encuentra en la cuenca del río Catatumbo en el departamento de Santander al Norte y en el noreste en los bosques de piedemonte del departamento de Arauca.
En Venezuela la subespecie A. h. hybridus tiene una distribución interrumpida. Se encuentra en el norte, a lo largo de la parte oriental-sur de la cordillera Central (cordillera de la Costa) en el estado de Miranda, y probablemente el estado de Vargas.  También se encuentra en ambos lados de la cordillera de los Andes de Venezuela (estados de Zulia, Táchira, Mérida, Trujillo, Portuguesa, Apure y Barinas). A. hybridus  se distribuye en el bosque de pie de monte y en los bosques de tierras bajas amenazadas de San Camilo y Ticoporo. En el lado occidental, se distribuye también en el piedemonte de los Andes a lo largo de las zonas bajas del sur del lago de Maracaibo a las montañas de Perijá (sierra de Perijá) a lo largo de la frontera con Colombia.
El maquisapa busca alimento en los niveles superiores del bosque. Pasan mucho tiempo en el dosel aunque también utilizan los estratos medios y bajos, pero rara vez se ven en el sotobosque. Utiliza la braquiación para movilizarse y balanceo de brazos, cuando bajan al sotobosque caminan o corren usando las cuatro patas. Se reportó que A. h. hybridus frecuenta el bosque siempre verde, bosque semicaduco tropical, bosque tropical ribereño y bosque siempre verde denso, a elevaciones no muy altas (280-600 m s. n. m.) en bosque estacional montano.

## Ecología

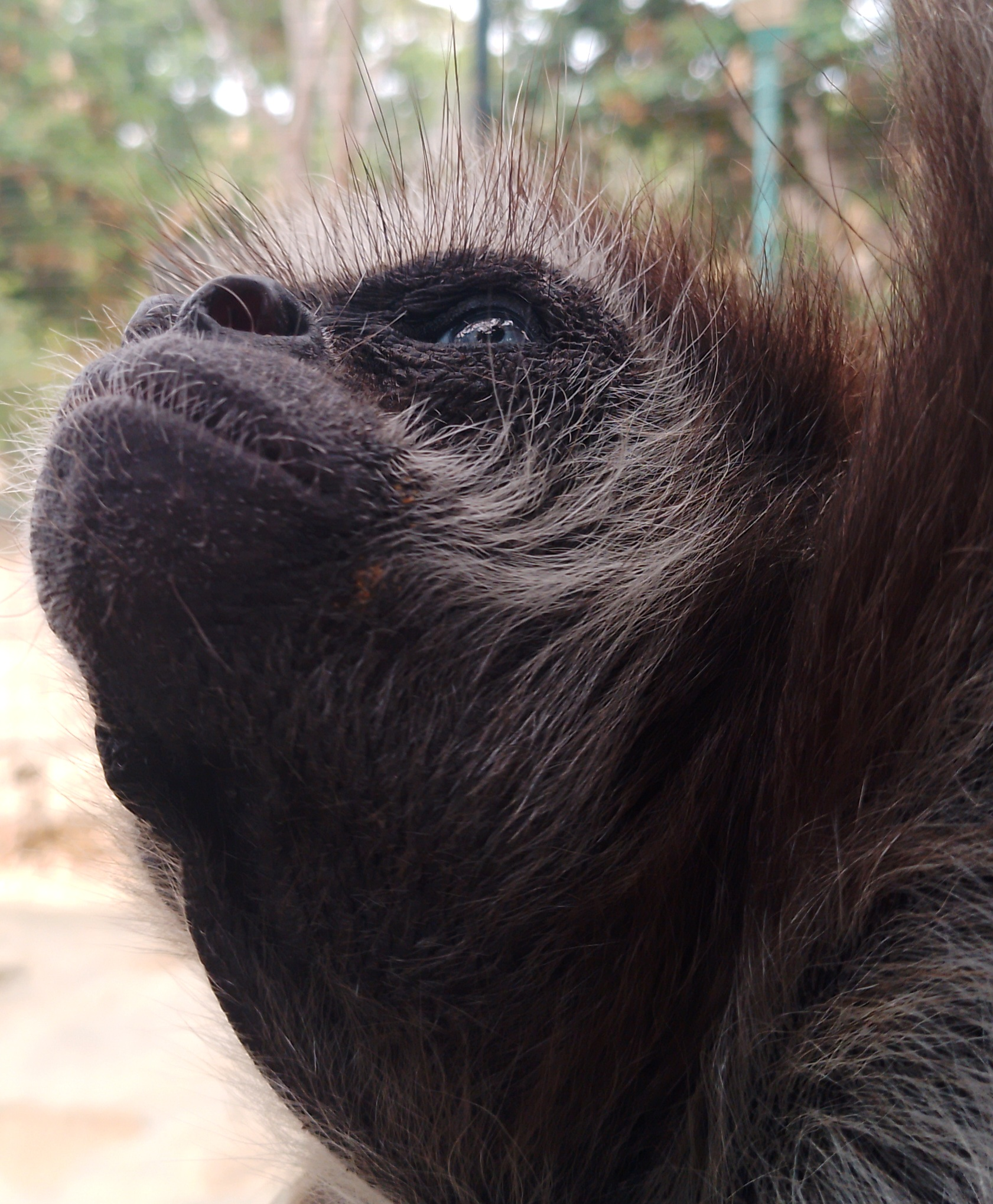
Ejemplar en el Zoológico de Paraguaná en Venezuela.

Juegan un papel importante como dispersores de semillas. Ateles paniscus dispersa las semillas de, al menos, 138 especies (93,5% de todas las especies de frutas utilizadas) a través de su ingestión y defecación posterior (endozoocoria). Otras 10 especies eran dispersadas por los primates al retirarse a cierta distancia del árbol antes de caer sobre ellos (exozoocoria). En sólo 23 especies las semillas se dañaron o fueron digeridas (depredación de semillas).

## Comportamiento
Ateles se ven raramente en asociación con otros primates y en su mayoría son ocasionales y efímeros, como resultado de la ocupación simultánea de árboles frutales. Se piensa que en general no se asocien cómo tal a otras especies, sino que estas se toleran a veces y se encuentran en el bosque. La única interacción vista es con Alouatta que bajan al saladero al tiempo y a veces cuando duermen cerca los adultos, los infantiles juegan ente sí. Bernstein & et al Observó que durante 77 encuentros los observaron cerca a churucos (Lagothrix lagotricha) en seis ocasiones, con Cebus albifrons dos veces y con Alouatta seniculus tres veces. Se sabe además que se puede asociar con Cebus nigritus.

### Dinámica social
Las marimondas del magdalena son diurnas y viven en grupos de hasta 20 o 30 individuos. Sin embargo, son muy pocas veces visto todos juntos, y casi siempre se encuentra buscando alimento, alimentándose o descansando en grupos más o menos pequeños en tamaño y composición. La asociación entre una hembra y sus descendientes es persistente (sociedad matrilineal). Los miembros del grupo también viajan por su cuenta. Cada hembra en el grupo tiene una «zona núcleo» como dormitorio y centro de reposo la cual usa la mayoría de tiempo. Hernández estimó rangos de 259 a 388 hectáreas con 20 a 30% de superposición co la especie Ateles belzebuth en el Parque nacional La Macarena, Colombia.

### Comunicación
El olfato es un modo importante de comunicación en Ateles. La orina es depositada directamente en el sustrato; posee glándulas secretoras las cuales frota sobre las superficies. También emite señales acústicas, las cuales incluyen sonidos estridentes, chillidos de baja intensidad, silbidos o trinos, que son usados por adultos en encuentros hostiles. Los sonidos de tono alto incluyendo ladridos y gruñidos se han observado en interacciones agresivas. Sonidos más melodiosos, no muy agudos, como silbidos, gemidos y llantos, aparentemente funcionan para interrumpir la hostilidad, para el sexo y para encuentros amigables.

### Dieta
La dieta de una población de Ateles hybridus en la serranía de Las Quinchas ha sido descrita por Márquez y Díaz, basados en más de 200 horas de observación durante eventos de alimentación concluyeron que esta especie es principalmente frugívora (92% de tiempo de alimentación en frutos) y complementan su dieta con hojas jóvenes, flores e insectos pequeños. Tienen una dieta muy diversa que incluye más de 100 especies vegetales aunque tan solo 5 de estas representan la mitad de su dieta. Ateles hybridus también consume la tierra de saladeros y la madera en descomposición de algunos árboles muertos. Aunque el tiempo invertido directamente en el consumo de estos ítems es poco, se ha sugerido que puede ser de gran importancia para su dieta.

### Reproducción
Ateles puede vivir alrededor de 20 años. La relación madre y cría en Ateles belzebuth, se extiende durante todo un año. Aparentemente alcanzan la madurez sexual a los 4-5 años de edad  17.5. Dan a luz sola a los hijos después de la gestación a largo de un período de 226 a 232 días, La copulación es frente a frente. Su maduración tardía y nacimientos en intervalos de tiempo largos hacen que sea difícil la recuperación a causa de la caza y otras amenazas. El tamaño tiende a no variar mucho entre ambos sexos: Los machos adultos pesan 7,9 a 8,6 kg y las hembras pesan 7,5-10,5 kg.

## Amenazas

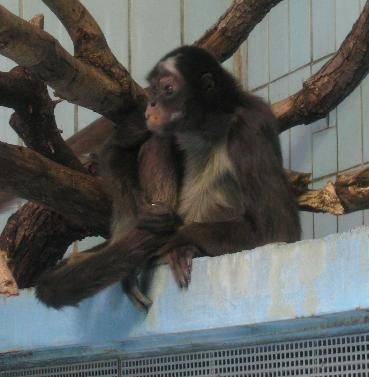
Ateles hybridus en el zoológico de Fráncfort del Meno, Alemania.

En Colombia, tanto Ateles hybridus hybridus como Ateles hybridus brunneus están sujetos a la pérdida de hábitat y la caza. El hábitat de A.  h. hybridus es muy fragmentado, y puede haber pocas poblaciones de un tamaño adecuado para ser viables a medio y largo plazo.
La alteración del hábitat parece ser la amenaza más importante a la población venezolana de A. h. hybridus. Los bosques de tierras bajas del estado Zulia y el pie de monte de la serranía del Perijá están muy deteriorados a causa de la expansión de las actividades ganaderas. Se realizaron análisis de las carencias en esta especie en la Cordillera de Perijá y se encontró que, si bien la medida total de bosques es todavía muy grande (813 

## Conservación
Esta especie está incluida en el Apéndice II de CITES, y categorizada como en peligro crítico de extinción (CR) en la Lista Roja de la UICN. Fue incluido en la publicación bianual Los 25 primates en mayor peligro del mundo, 2008-2010. Ateles hybridus hybridus se encuentra en varias áreas protegidas en Colombia, entre ellos: Catatumbo-Bari Reserva Natural Nacional (158 125 ha), Parque nacional natural Tamá (48 000 ha), El Coco Parque nacional natural (306 000 ha), y Parque nacional Sierra Nevada de Santa Marta (383 000 ha). También puede ocurrir en el Parque nacional natural Hingaza (50 374 ha).
En Venezuela, la especie se encuentra en el Parque nacional Guatopo (92 640 ha), que es de particular importancia porque es uno de los principales reservorios de agua para la ciudad capital, Caracas. La serranía del Perijá, Parque nacional (295 288 ha) es la otra gran área protegida con los Ateles hybridus'. En estos parques nacionales, las actividades en contra de la caza y la extracción de madera es necesaria. No hay organizaciones que trabajan activamente con Ateles hybridus hybridus como especies objetivo, y los organismos gubernamentales deberían mejorar sus esfuerzos de conservación. Sin embargo, existe interés por continuar con los estudios sobre estos primates, especialmente en el centro de Venezuela, así como un programa de sensibilización sobre todo a nivel local. También es fundamental para aumentar el número de guardaparques y mejorar su condición económica. También están presentes en la Reserva Forestal de Caparo (Venezuela).
Bernstein mostró el efecto de la perturbación de los bosques, especialmente en A. h. brunneus (y Lagothrix lugens) e hizo un llamado para el establecimiento de reservas para esta y otras especies amenazadas de primates. Afortunadamente, la serranía de San Lucas en el sur de Bolívar aún contiene extensos bosques que ha sido identificado como un sitio del posible parque nacional. El establecimiento de San Lucas cómo Parque nacional de Colombia permitiría conservan muchos elementos del refugio Nechí, incluyendo  Saguinus leucopus  y  lagothrix lugens . Sin embargo, la presencia de insurgentes políticos, militares y algunos campos minados hace que la región sea muy difícil para trabajar. La ciénaga de Barbacoas representa otra área prioritaria para ser tenida en cuenta como área protegida.